# Saccharum
Saccharum L. è un genere di alte piante perenni della famiglia delle Poacee (o Graminacee).

## Descrizione
Hanno steli robusti, uniti, fibrosi, generalmente ricchi di zucchero e alti da due a sei metri.

## Distribuzione e habitat
Il genere è nativo delle zone tropicali, subtropicali e temperate calde di Africa, Asia e Oceania.
Alcune specie sono state introdotte per la coltivazione nelle Americhe e in Europa.

## Tassonomia
Il genere comprende le seguenti specie:
- Saccharum beccarii (Stapf) Cope
- Saccharum filifolium Steud.
- Saccharum formosanum (Stapf) Ohwi
- Saccharum griffithii Munro ex Aitch.
- Saccharum kajkaiense (Melderis) Melderis
- Saccharum longesetosum (Andersson) V.Naray. ex Bor
- Saccharum maximum (Brongn.) Trin.
- Saccharum officinarum L.
- Saccharum robustum Brandes & Jesw. ex Grassl
- Saccharum sikkimense (Hook.f.) V.Naray. ex Bor
- Saccharum × sinense Roxb.
- Saccharum spontaneum L.
- Saccharum stewartii Rajesw., R.R.Rao & Arti Garg
- Saccharum velutinum (Holttum) Cope
- Saccharum wardii (Bor) Bor ex Cope
- Saccharum williamsii (Bor) Bor ex Cope

### Binomi obsoleti
- Saccharum alopecuroides (L.) Nutt. = Erianthus alopecuroides (L.) Elliott
- Saccharum angustifolium (Nees) Trin. = Saccharum spontaneum L.
- Saccharum arundinaceum Retz. = Tripidium arundinaceum (Retz.) Welker, Voronts. & E.A.Kellogg
- Saccharum asperum (Nees) Steud. = Erianthus asper Nees
- Saccharum baldwinii Spreng. = Erianthus strictus Baldwin
- Saccharum bengalense Retz. = Tripidium bengalense (Retz.) H.Scholz
- Saccharum brevibarbe (Michx.) Pers. = Erianthus brevibarbis Michx.
- Saccharum coarctatum (Fern.) R. Webster = Erianthus coarctatus Fernald
- Saccharum contortum (Baldwin ex Elliott) Nutt. = Erianthus contortus Baldwin ex Elliott
- Saccharum fallax Balansa = Narenga fallax (Balansa) Bor
- Saccharum giganteum (Walt.) Pers. = Erianthus giganteus (Walter) P.Beauv.
- Saccharum hildebrandtii (Hack.) Clayton = Lasiorhachis hildebrandtii (Hack.) Stapf
- Saccharum kanashiroi (Ohwi) Ohwi = Tripidium kanashiroi (Ohwi) Welker, Voronts. & E.A.Kellogg
- Saccharum narenga (Nees ex Steud.) Hack. = Narenga porphyrocoma (Hance) Bor
- Saccharum perrieri (A.Camus) Clayton. = Lasiorhachis perrieri (A.Camus) Bosser
- Saccharum procerum Roxb. = Tripidium procerum (Roxb.) Welker, Voronts. & E.A.Kellogg
- Saccharum ravennae (L.) L. = Tripidium ravennae (L.) H.Scholz
- Saccharum rufipilum Steud. = Tripidium rufipilum (Steud.) Welker, Voronts. & E.A.Kellogg
- Saccharum strictum (Host) Spreng. = Tripidium strictum (Host) H.Scholz
- Saccharum viguieri (A.Camus) Clayton = Lasiorhachis viguieri (A.Camus) Bosser
- Saccharum villosum Steud. = Erianthus trinii (Hack.) Hack.